# 召忽
召忽（？—前685年），春秋時代齊國人，與大夫管仲一同輔佐齊釐公的小兒子公子糾，齊襄公十二年（前686年），齊國爆發內亂，齊襄公為其堂弟公孫無知襲殺，召忽與管仲陪同公子糾投奔至魯國，大夫鮑叔牙與 高傒輔佐公子小白投奔至莒國。隔年，大臣雍廩等人又殺死公孫無知，魯莊公得知後派兵護送公子糾回國，鲍叔牙和小白得知後也帶領一路人馬從莒飛奔趕往臨淄，管仲欲攔截小白，不料小白詐死騙過管仲，快速奔回臨淄，即位為齊桓公，並派鮑叔牙帶兵迎戰公子糾，在時大敗魯軍，公子糾退回魯國，為魯莊公所殺，召忽為盡人臣禮節，遂自殺而亡。